# Войвож (приток Искавожа)
Войвож (устар. Вой-Вож) — река в России, протекает в Республике Коми по территории района Печора. Правый приток реки Искавож.

## География
Устье реки находится в 33 км по правому берегу реки Искавож. Длина реки составляет 31 км.

## Этимология гидронима
Войвож — «северный приток» на коми, от вой — «ночь», «север», «северный» и вож — «приток».

## Данные водного реестра
По данным государственного водного реестра России относится к Двинско-Печорскому бассейновому округу, водохозяйственный участок реки — Печора от водомерного поста у посёлка Шердино до впадения реки Уса, речной подбассейн реки — бассейны притоков Печоры до впадения Усы. Речной бассейн реки — Печора.
Код объекта в государственном водном реестре — 03050100212103000065041.